# ليونيل خوستينيانو
ليونيل جاستينيانو (بالإسبانية: Leonel Justiniano)‏ (2 يوليو 1992 بسانتا كروز دي لا سييرا في بوليفيا - ) هو لاعب كرة قدم بوليفي في مركز الوسط. شارك مع منتخب بوليفيا لكرة القدم.

## روابط خارجية
- ليونيل خوستينيانو على موقع قاعدة بيانات كرة القدم.إي يو (الإنجليزية)
- ليونيل خوستينيانو على موقع ناشيونال فوتبول تيمز (الإنجليزية)
- ليونيل خوستينيانو على موقع Soccerway.com (الإنجليزية)
- ليونيل خوستينيانو على موقع AS.com (الإسبانية)